# إدوارد إتش بينيت
إدوارد إتش بينيت (بالإنجليزية: Edward H. Bennett) هو مخطط حضري ومهندس معماري أمريكي، ولد في 1874 في برستل في المملكة المتحدة، وتوفي في 1954.

## وصلات خارجية
- إدوارد إتش بينيت على موقع الموسوعة البريطانية (الإنجليزية)